# Viola kusnezowiana
Viola kusnezowiana är en violväxtart som beskrevs av Wilhelm Becker. Viola kusnezowiana ingår i släktet violer, och familjen violväxter. Inga underarter finns listade i Catalogue of Life.